# Szemere Pál (honvéd őrnagy)
Szemerei Szemere Pál (Kisazar, 1804 – Perlasz, 1848. szeptember 8.) honvéd őrnagy.

## Családja
Édesapja Szemere István, Zemplén vármegye alispánja, édesanyja Máriássy Klára. Testvérei közül sokan szerepeltek az 1848–49-es forradalom és szabadságharcban: József, főszolgabíró és vésztörvényszéki ülnök volt, 1862-ben hunyt el. László szintén őrnagy volt, csata közben hunyt el 1849-ben. József, valamint János nevű testvére is fogságba estek a harcok során.
Szemere Bertalan is rokona volt.

## Forradalom
A forradalomban a 10. honvédzászlóalj őrnagy-parancsnokává nevezték ki, a bánsági harcokban vett részt. 1848. szeptember 8-án esett el a perlaszi ütközet során szerzett sérüléseibe.

## Emlékezete
Nagybecskereken 2012-ben emléktáblát állítottak tiszteletére.